# Thomas Lapeyrie
Thomas Lapeyrie, né le 11 avril 1990, est un coureur cycliste français. Spécialiste de VTT, il participe à des compétitions d'enduro.

## Biographie

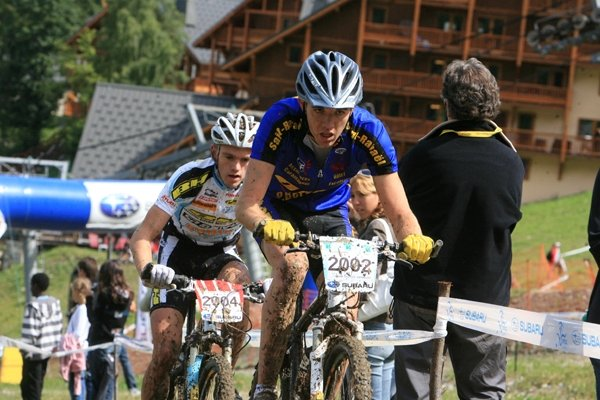
Thomas Lapeyrie sur une Coupe de France Juniors 2008.

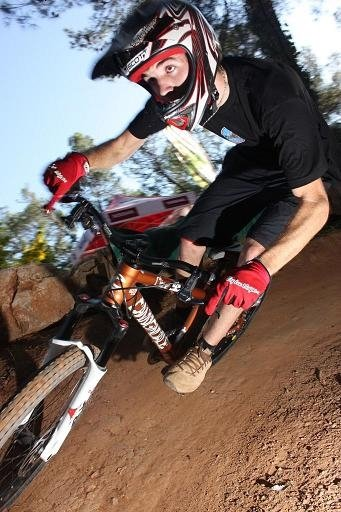

Originaire du Var, Thomas Lapeyrie commence le cyclisme par le biais du BMX. 
À ses débuts en VTT, il se distingue en 4X (four-cross) en terminant 4e du championnat de France Juniors en 2006. L'année suivante, il devient champion de France.
En 2008, il intègre le Team de l'Omnium cycliste raphaëlois avec lequel il gagne le classement général de la Coupe de France Juniors. Il termine aussi à la 3e place des championnats de France Juniors, ce qui lui ouvre les portes du team Scott France puis celui du Team Lapierre International en 2011.
Depuis la saison 2010, Thomas Lapeyrie court sur route et en cyclo-cross pour le compte du CC Étupes, club de division nationale 1. Il est membre du Pôle France de Besançon. 
En 2013, il se tourne vers l'enduro et remporte sa première coupe de France Élite. Depuis 2015, il compte parmi les athlètes professionnels français de la discipline. Après 3 années sous les couleurs de Sunn où il collabore au développement et au lancement du Kern LT, il intègre le premier team international d'enduro de la marque Orbea. 
En 2018, il est le premier pilote à remporter le titre de champion de France Enduro à Allos. 
En 2020 il crée le projet Rider.404, une plateforme dédié aux passionnés, mis en place avec le club ACC et grâce au soutien de la communauté. En 2021 il lance le 404 crew + 404 dual + 404 clothing. 2023 marquera l'année 'Ride404' ; où l'Amour et la passion du ride l'emporte.

## Palmarès
- 2006
  - 2e Trophée National des Jeunes Vététistes
  - 2e du classement général de la Coupe de France 4X Junior
- 2007
  - Champion de France Junior de 4X
- 2008
  - Classement général de la Coupe de France XC Junior
  - 3e du Championnat de France XC Junior
- 2010
  - Champion de France XC de relais
  - 2e du classement général de la Coupe de France XC Espoir
  - 20e du championnat du Monde XC Espoir
- 2011
  - 1er du Raid Off Road Champsaur
  - 2e du classement général de la Coupe de France XC Espoir
- 2013
  - 1er Coupe de France Enduro de Blausac
  - 1er Biivouac avec Théo Galy
  - 1er EndurOppidum
  - 3e de l’Enduro des Terres Noires
- 2014
  - 3e de la Coupe de France Enduro du Mercantour
  - 22e au classement général des Enduro World Series
- 2015
  - 1er Biivouac avec Kilian Bron
  - 1er EndurOppidum
  - 1er Coupe de France Enduro à Allos
  - 1er Roc des Alpes XCE
  - 1er Roc des Alpes Enduro
  - 1er Roc d’Azur Enduro
  - 2e de la Mégavalanche de l'Alpe d'Huez
  - 17e du classement général des Enduro World Series
- 2016
  - 1er Roc la Clusaz DH
  - 1er Roc la Clusaz Enduro
  - 2e Vélo Vert Festival Enduro
  - 2e Vélo Vert Festival Mass start
  - 2e Enduro du Lion
  - 22e au classement général des Enduro World Series
- 2017
  - 1er de la Mégavalanche de Saint Paul
  - 1er Vélo Vert Festival Enduro
  - 2e Roc d’Azur Enduro
  - 3e All Mountain Challenge
  - 13e au classement général des Enduro World Series
- 2018
  - Champion de France Enduro
  - 1er Epic Enduro en équipe avec Damien Oton et François Bailly-Maître
  - 17e au classement général des Enduro World Series
- 2019
  - 2e EndurOppidum
  - 1er Biivouac avec François Bailly-Maître
  - 1er Enduro du Lion
  - 20e au classement général des Enduro World Series
- 2020

Lancement Rider.404
- 2021

Lancement 404 crew + 404 dual + 404 clothing
- 2023

Lancement Ride404